# Jan Koteja
Jan Koteja (ur. 17 września 1932 w Siemianowicach Śląskich, zm. 19 sierpnia 2004 w Krakowie), zoolog, entomolog-kokcidolog, profesor Akademii Rolniczej im. Hugona Kołłątaja (obecnie: Uniwersytet Rolniczy) w Krakowie.
Studia magisterskie na Wydziale Biologii i Nauk o Ziemi Uniwersytetu Jagiellońskiego ukończył w roku 1959 (praca magisterska Wpływ alkaloidów sporyszu na rozwielitki) i rozpoczął pracę na Akademii Rolniczej. Rozprawę doktorską (Morfologia i biologia Luzulaspis frontalis i L. nemorosa (Homoptera, Coccoidea), 1966, promotor Stanisław Smreczyński młodszy) i habilitacyjną (Comparative studies on the labium in the Coccinea (Homoptera), 1975) obronił na Wydziale Biologii i Nauk o Ziemi UJ. W roku 1983 uzyskał tytuł profesora, ale ze względu na działalność w „Solidarności” decyzja o nadaniu tytułu została mu przekazana dopiero w roku 1987. Specjalizował się w entomologii i paleontologii, badał głównie czerwce. Był autorem wielu publikacji w tej dziedzinie (m.in. Jak rozpoznawać czerwce, w: Diagnostyka szkodników roślin i ich wrogów naturalnych, Warszawa 1996, redakcja J. Boczek).
Był dyrektorem Instytutu Zoologii Stosowanej (1989–1993), kierownikiem Katedry Zoologii i Ekologii (1993–1994) i prorektorem ds. studentów (1991–1994) Akademii Rolniczej.
W latach 1990–1996 redagował i wydawał akademickie pismo „Sowizdrzał – Listy Bractwa Sowizdrzalskiego AR w Krakowie” (ukazywało się nieregularnie). W 1985 rozpoczął wydawanie pisma „Inclusion” (pol. Wrostek) w języku angielskim, poświęconego badaniu życia zastygłego w bursztynie. Zainicjował także wydawanie kwartalnika Meganeura (dotyczącego śladów życia w żywicach kopalnych), ukazującego się nakładem Fundacji Nauki Rady Europy w Strasburgu. W 2001 Stowarzyszenie Bursztynników w Polsce nadało mu tytuł Bursztynnika Roku 2000. Był też autorem licznych artykułów publicystycznych (między innymi w Forum Akademickim) i pośmiertnie wydanej książki dotyczącej problemu niepełnosprawności (1981 Rok Niepełnosprawnych; Rafael, 2008).
Pochowany na cmentarzu Rakowickim w Krakowie (kw. LXXIV, rząd 4, grób 25).
Na jego cześć nazwano gatunek kopalnego czerwca Wathondara kotejai. Samicę tego gatunku znaleziono w kredowym bursztynie birmańskim; jest to najstarsze znalezisko, wskazujące na opiekę nad potomstwem u owadów.